# Río Vire
El río Vire uno de los ríos costeros de Normandía, Francia. Nace en la Butte-Brimbal, en la comuna de Chaulieu, en el departamento de la Mancha, muy cerca del punto de encuentro de los tres departamentos bajonormandos (Orne, Mancha y Calvados. Desemboca en el canal de la Mancha en la bahía de Grand Vey, tras un curso de 128 km. Su cuenca se extiende por 1.240 km².
Las principales ciudades que atraviesa son Vire, Saint-Lô e Isigny-sur-Mer. Sirve en parte de su curso de límite entre Calvados y Mancha. Riega la parte oriental del Marais du Cotentin. Durante siglos fue una vía de transporte hasta St-Lô. En 1835 se le clasificó como río navegable. Entre 1835 y 1839 se construyó el canal que conecta el Vire y el Taute, permitiendo la conexión fluvial de St-Lô con Carentan. La decadencia de la navegación fluvial en la zona por la competencia del ferrocarril y, posteriormente, la carretera, llevaron a la descatalogación de ambas vías, el río en 1926 y el canal en 1938.

## Enlaces externos

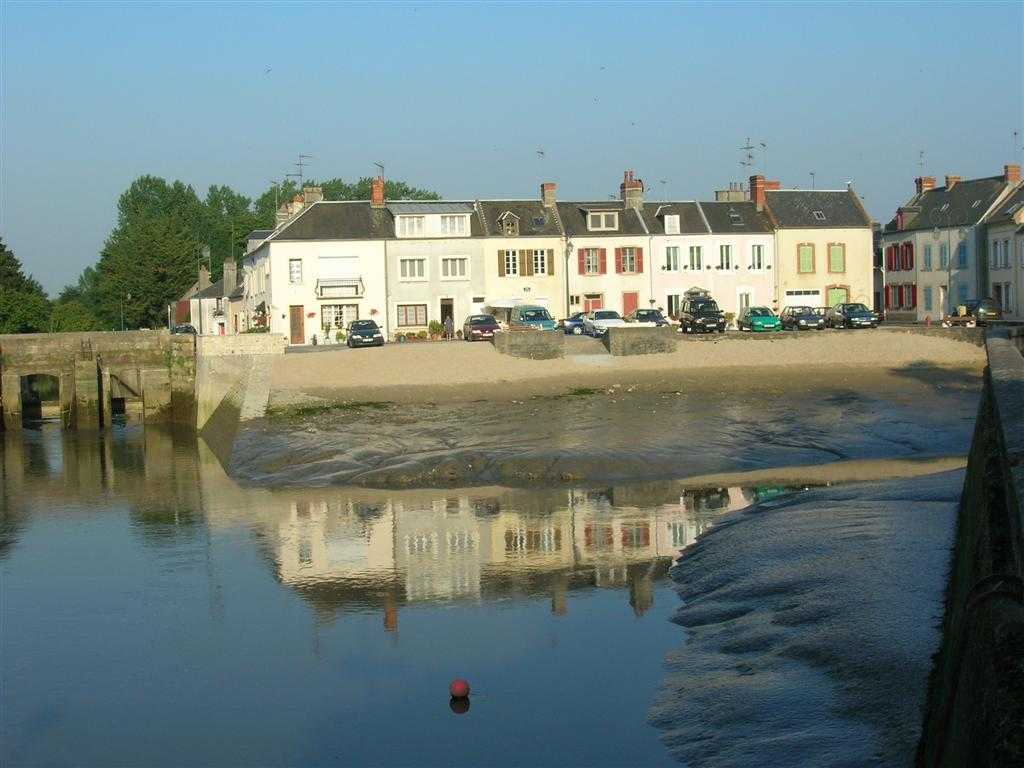
Vista del río Vire en Isigny-sur-Mer.